# Dawit Gamkrelidze
Dawit Gamkrelidze (gruz. დავით გამყრელიძე, ur. 2 kwietnia 1964 w Tbilisi) – gruziński polityk, deputowany do parlamentu od 1999, lider Partii Nowej Prawicy. Kandydat w wyborach prezydenckich 5 stycznia 2008.